# Kabinett Katayama
Das Kabinett Katayama (jap. 片山内閣, Katayama naikaku) regierte Japan vom 24. Mai 1947 bis zum 10. März 1948.
Die Sozialistische Partei Japans (SPJ) war aus der Sangiin-Wahl 1947 am 20. April und der Shūgiin-Wahl 1947 am 25. April als stärkste Partei hervorgegangen. Kabinett und Premierminister, die in der Reichsverfassung nicht ausdrücklich vorkamen, wurden Gegenstand der am 3. Mai in Kraft getretenen neuen Verfassung, danach muss das Kabinett nach einer allgemeinen Shūgiin-Wahl zurücktreten (Art. 70) und der Premierminister wird vom Parlament aus den eigenen Reihen gewählt (Art. 67): Am 23. Mai wurde der SPJ-Vorsitzende Katayama Tetsu zum Premierminister gewählt. Weil die Koalition und die Personalien bei Katayamas Ernennung noch nicht abschließend ausgehandelt waren, war Premierminister Katayama bis zum 1. Juni 1947 kommissarisch auch Außen-, Innen-, Finanz-, Justiz-, Bildungs-, Gesundheits- und Sozial-, Landwirtschafts-, Handels- und Industrie-, Verkehrs-, Kommunikationsminister und Leiter der Preisbehörde – ein sogenanntes „Ein-Personen-Kabinett“ (一人内閣 hitori naikaku). Danach gehörten dem Kabinett zunächst sieben Minister der SPJ, acht Minister der Demokratischen Partei, zwei Minister der Kokumin Kyōdōtō („Kooperativistische Volkspartei“) und ein Mitglied der Fraktion Ryokufūkai an.
Nach Konflikten mit der Parteilinken trat Katayama im Februar 1948 zurück. Sein Stellvertreter Ashida Hitoshi wurde gegen das Votum des Sangiin am 21. Februar 1948 zum Premierminister gewählt. Das Kabinett blieb bis zum 10. März geschäftsführend im Amt.
| Amt | Name | Kammer          | Partei                                    |
| --- | --- | --------------- | ----------------------------------------- |
| Premierminister | Katayama Tetsu                                                                                            | Shūgiin         | SPJ                                       |
| Stellvertretender Premierminister Außenminister | Ashida Hitoshi ab 1. Juni 1947                                                                            | Shūgiin         | Demokratische Partei                      |
| Innenminister bis zur Abschaffung am 31. Dezember 1947 | Kimura Kozaemon ab 1. Juni 1947                                                                           | Shūgiin         | Demokratische Partei                      |
| Finanzminister | Yano Shōtarō 1. bis 25. Juni 1947 Kurusu Takeo ab 25. Juni 1947                                           | Shūgiin Sangiin | Demokratische Partei Ryokufūkai           |
| Justizminister bis zur Abschaffung am 15. Februar 1948 Leiter der Justizbehörde ab 15. Februar 1948                                                             | Suzuki Yoshio ab 1. Juni 1947                                                                             | Shūgiin         | SPJ                                       |
| Bildungsminister | Morito Tatsuo ab 1. Juni 1947                                                                             | Shūgiin         | SPJ                                       |
| Minister für Gesundheit und Soziales | Hitotsumatsu Sadayoshi ab 1. Juni 1947                                                                    | Shūgiin         | Demokratische Partei                      |
| Minister für Landwirtschaft und Forsten | Hirano Rikizō 1. Juni bis 4. November 1947 Katayama Tetsu kommissarisch Hatano Kanae ab 13. Dezember 1947 | Shūgiin         | SPJ SPJ                                   |
| Minister für Handel und Industrie | Mizutani Chōzaburō ab 1. Juni 1947                                                                        | Shūgiin         | SPJ                                       |
| Verkehrsminister | Tomabechi Gizō 1. Juni bis 4. Dezember 1947 Kitamura Tokutarō ab 4. Dezember 1947                         | Shūgiin         | Demokratische Partei Demokratische Partei |
| Kommunikationsminister | Miki Takeo ab 1. Juni 1947                                                                                | Shūgiin         | Kokumin Kyōdōtō                           |
| Staatsminister 1. Juni bis 1. September 1947 Arbeitsminister ab 1. September 1947                                                                               | Yonekubo Mitsusuke                                                                                        | Shūgiin         | SPJ                                       |
| Leiter des „Hauptamts für wirtschaftliche Stabilität“ (経済安定本部) Leiter der Preisbehörde                                                                    | Wada Hiroo ab 1. Juni 1947                                                                                | Sangiin         | Ryokufūkai                                |
| Leiter der Demobilisierungsbehörde 1. Juni bis 15. Oktober 1947 Staatsminister 15. Oktober bis 1. Februar 1947 Leiter der Reparationsbehörde ab 1. Februar 1948 | Sasamori Junzō                                                                                            | Shūgiin         | Kokumin Kyōdōtō                           |
| Leiter der „Untersuchungsabteilung für die Verwaltung“ (行政調査部)                                                                                             | Saitō Takao ab 1. Juni 1947                                                                               | Shūgiin         | Demokratische Partei                      |
| Leiter der Baubehörde ab 1. Januar 1948 | Kimura Kozaemon                                                                                           | Shūgiin         | Demokratische Partei                      |
| Staatsminister 1. Juni 1947 bis 7. Januar 1948 Vorsitzender der Kommission für regionale Finanzen ab 7. Januar 1948                                             | Takeda Giichi                                                                                             | Shūgiin         | Demokratische Partei                      |
| Staatsminister, Chefkabinettssekretär | Nishio Suehiro ab 1. Juni 1947                                                                            | Shūgiin         | SPJ                                       |
| Staatsminister | Hayashi Heima ab 1. Juni 1947                                                                             | Shūgiin         | Demokratische Partei                      |